# Едвард Віттен
Едвард Віттен (26 серпня 1951, Балтимор, США) — американський фізик-теоретик, відомий своїми дослідженнями в теорії суперструн. Перший фізик — лауреат найпрестижнішої в математиці премії Філдса. У Віттена H-індекс дорівнює 110, що є найвищим серед усіх живих фізиків.

## Біографія
Віттен отримав диплом бакалавра історії з додатковою спеціалізацією в лінгвістиці в університеті Брендайса. Він планував стати політичним журналістом і короткий час працював у президентській компанії Джорджа Макговерна. Протягом одного семестру Віттен вивчав економіку в університеті Вісконсину. Після цього почавши з вивчення прикладної математики в Принстонському університеті, закінчив його доктором філософії в 1976 р. під науковим керівництвом Девіда Гросса, Нобелівського лауреата. Віттен працював молодшим науковим співробітником у Гарвардському університеті та професором у Принстонському університеті. Від 1999 до 2001 р. він пропрацював у Каліфорнійському технологічному університеті. Зараз він працює професором математичної фізики в Інституті перспективних досліджень у Принстоні.
У 2020р. Едвард Віттен запропонував ідею (яка одразу зазнала критики) запуску сотні крихітних космічних зондів на пошук альтернативи Дев'ятої планети (невеликої кульки ультраконцентрованої темної речовини або первісної чорної діри. Якщо пощастить, зонди могли б пройти досить близько до об'єкта, а її тяжіння спричинило б помітне прискорення їхнього руху.
Первісні чорні діри набагато менш вивчені, ніж звичайні. Їх ніколи не спостерігали, але, як вважають, вони виникли у суміші енергії та матерії, яка утворилося у першу секунду після Великого вибуху.